# Microcytheridae
Microcytheridae is een familie van kreeftachtigen uit de klasse van de Ostracoda (mosselkreeftjes).

## Geslachten
- Cocoonocythere Zhao (Yi-Chun) (Quan-Hong), 1984
- Microcythere Mueller, 1894